# HD 35693
HD 35693，又名BD+15 822，SAO 94556、HR 1809，是一颗恒星，视星等为6.16，位于銀經189.39，銀緯-10.86，其B1900.0坐标为赤經5h 21m 30.7s，赤緯+15° -10.86′ 18″。